# Lucija
Lucija (italsky Lucia) je sídlo ve Slovinsku na pobřeží Jaderského moře. S počtem obyvatel blízkým číslu 5800 je největším slovinským sídlem, které není samostatnou obcí – je administrativní součástí občiny Piran.

## Historie
V minulosti stál na tomto místě jen kostel sv. Lucie a několik domů. Osadu postavili lidé pracující v někdejších místních solinách.
Větší rozvoj zaznamenala Lucija až ve druhé polovině 20. století v souvislosti s rozvojem turistiky v sousední Portoroži.

## Současnost
V Luciji nikdy nebyl ve větší míře průmysl, hlavním zdrojem příjmů je cestovní ruch a s ním související služby a obchod. Dalším zdrojem obživy je zemědělství.
Místo je oficiálně dvojjazyčné – slovinsko-italské.